# Saison 1988-1989 de la LHJMQ
Saison précédente Saison suivante
La saison 1988-1989 est la vingtième saison de hockey sur glace de la Ligue de hockey junior majeur du Québec. Le Titan de Laval remporte la Coupe du président en battant en finale les Tigres de Victoriaville.

## Contexte
Les divisions sont dissoutes et une nouvelle franchise, le Collège français de Longueuil, rejoint la ligue.

## Saison régulière

### Classement
| Clt | Équipe                        | PJ | V  | D  | N | BP  | BC  | Pts |
| --- | ----------------------------- | -- | -- | -- | - | --- | --- | --- |
| 1   | Draveurs de Trois-Rivières    | 70 | 43 | 25 | 2 | 378 | 314 | 88  |
| 2   | Titan de Laval                | 70 | 43 | 26 | 1 | 361 | 292 | 87  |
| 3   | Olympiques de Hull            | 70 | 40 | 25 | 5 | 329 | 264 | 85  |
| 4   | Tigres de Victoriaville       | 70 | 41 | 27 | 2 | 320 | 267 | 84  |
| 5   | Voltigeurs de Drummondville   | 70 | 37 | 28 | 5 | 358 | 303 | 79  |
| 6   | Castors de Saint-Jean         | 70 | 33 | 34 | 3 | 345 | 386 | 69  |
| 7   | Bisons de Granby              | 70 | 32 | 35 | 3 | 286 | 327 | 67  |
| 8   | Cataractes de Shawinigan      | 70 | 31 | 25 | 4 | 318 | 321 | 66  |
| 9   | Saguenéens de Chicoutimi      | 70 | 32 | 37 | 1 | 335 | 348 | 65  |
| 10  | Collège français de Longueuil | 70 | 25 | 41 | 4 | 280 | 332 | 54  |
| 11  | Canadiens junior de Verdun    | 70 | 12 | 56 | 2 | 231 | 387 | 26  |

- En gras : champion de la saison régulière
- En italique : qualifié pour les séries

### Meilleurs pointeurs
| Joueur                | Équipe                   | PJ | B  | A   | Pts | Pun |
| --------------------- | ------------------------ | -- | -- | --- | --- | --- |
| Stéphane Morin        | Chicoutimi               | 70 | 77 | 109 | 186 | 71  |
| Steve Cadieux         | Saint-Jean et Shawinigan | 70 | 80 | 86  | 166 | 22  |
| Donald Audette        | Laval                    | 70 | 76 | 85  | 161 | 123 |
| Steve Chartrand       | Drummondville            | 70 | 74 | 83  | 157 | 46  |
| Steve Larouche        | Trois-Rivières           | 70 | 51 | 102 | 153 | 53  |
| Jean-François Quintin | Shawinigan               | 69 | 52 | 100 | 152 | 105 |
| Patrick Lebeau        | Shawinigan et Saint-Jean | 66 | 62 | 87  | 149 | 89  |
| Jan Alston            | Saint-Jean               | 69 | 58 | 86  | 144 | 115 |
| Michel Picard         | Trois-Rivières           | 66 | 59 | 81  | 140 | 107 |
| Patrice Tremblay      | Chicoutimi               | 70 | 67 | 70  | 137 | 100 |
| Denis Chalifoux       | Laval                    | 70 | 46 | 91  | 137 | 38  |

## Séries éliminatoires
Les huit meilleures équipes de la ligue jouent les séries éliminatoires à l'issue desquelles l'équipe vainqueur remporte la Coupe du président.
|  | Quarts de finale      | Quarts de finale            | Quarts de finale      | Quarts de finale         |   |                    | Demi-finales     | Demi-finales     | Demi-finales     | Demi-finales     |  |  | Finale               | Finale               | Finale               | Finale               |
|  |                       |                             |                       |                          |   |                    |                  |                  |                  |                  |  |  |                      |                      |                      |                      |
|  | Du 28 mars au 2 avril | Du 28 mars au 2 avril       | Du 28 mars au 2 avril | Du 28 mars au 2 avril    |   |                    | Du 7 au 18 avril | Du 7 au 18 avril | Du 7 au 18 avril | Du 7 au 18 avril |  |  | Du 20 avril au 2 mai | Du 20 avril au 2 mai | Du 20 avril au 2 mai | Du 20 avril au 2 mai |
|  | Du 28 mars au 2 avril | Du 28 mars au 2 avril       | Du 28 mars au 2 avril | Du 28 mars au 2 avril    |   |                    | Du 7 au 18 avril | Du 7 au 18 avril | Du 7 au 18 avril | Du 7 au 18 avril |  |  | Du 20 avril au 2 mai | Du 20 avril au 2 mai | Du 20 avril au 2 mai | Du 20 avril au 2 mai |
|  | 1                     | Draveurs de Trois-Rivières  | 0                     | 0                        |   |                    | Du 7 au 18 avril | Du 7 au 18 avril | Du 7 au 18 avril | Du 7 au 18 avril |  |  | Du 20 avril au 2 mai | Du 20 avril au 2 mai | Du 20 avril au 2 mai | Du 20 avril au 2 mai |
|  | 1                     | Draveurs de Trois-Rivières  | 0                     | 0                        |   |                    | Du 7 au 18 avril | Du 7 au 18 avril | Du 7 au 18 avril | Du 7 au 18 avril |  |  | Du 20 avril au 2 mai | Du 20 avril au 2 mai | Du 20 avril au 2 mai | Du 20 avril au 2 mai |
|  | 8                     | Cataractes de Shawinigan    | 4                     | 4                        |   |                    | Du 7 au 18 avril | Du 7 au 18 avril | Du 7 au 18 avril | Du 7 au 18 avril |  |  | Du 20 avril au 2 mai | Du 20 avril au 2 mai | Du 20 avril au 2 mai | Du 20 avril au 2 mai |
|  | 8                     | Cataractes de Shawinigan    | 4                     | 4                        | 2 | Titan de Laval     | 4                | 4                |                  |                  |  |  | Du 20 avril au 2 mai | Du 20 avril au 2 mai | Du 20 avril au 2 mai | Du 20 avril au 2 mai |
|  | Du 27 mars au 2 avril |                             |                       |                          | 2 | Titan de Laval     | 4                | 4                |                  |                  |  |  | Du 20 avril au 2 mai | Du 20 avril au 2 mai | Du 20 avril au 2 mai | Du 20 avril au 2 mai |
|  |                       |                             | 8                     | Cataractes de Shawinigan | 2 | 2                  |                  |                  |                  |                  |  |  | Du 20 avril au 2 mai | Du 20 avril au 2 mai | Du 20 avril au 2 mai | Du 20 avril au 2 mai |
|  | 2                     | Titan de Laval              | 8                     | Cataractes de Shawinigan | 2 | 2                  | 4                | 4                |                  |                  |  |  | Du 20 avril au 2 mai | Du 20 avril au 2 mai | Du 20 avril au 2 mai | Du 20 avril au 2 mai |
|  | 2                     | Titan de Laval              | Du 7 au 16 avril      |                          |   |                    | 4                | 4                |                  |                  |  |  | Du 20 avril au 2 mai | Du 20 avril au 2 mai | Du 20 avril au 2 mai | Du 20 avril au 2 mai |
|  | 7                     | Bisons de Granby            | 0                     | 0                        |   |                    |                  |                  |                  |                  |  |  | Du 20 avril au 2 mai | Du 20 avril au 2 mai | Du 20 avril au 2 mai | Du 20 avril au 2 mai |
|  | 7                     | Bisons de Granby            | 0                     | 0                        | 2 | Titan de Laval     | 4                | 4                |                  |                  |  |  |                      |                      |                      |                      |
|  | Du 28 mars au 2 avril |                             |                       |                          | 2 | Titan de Laval     | 4                | 4                |                  |                  |  |  |                      |                      |                      |                      |
|  |                       |                             | 4                     | Tigres de Victoriaville  | 3 | 3                  |                  |                  |                  |                  |  |  |                      |                      |                      |                      |
|  | 3                     | Olympiques de Hull          | 4                     | Tigres de Victoriaville  | 3 | 3                  | 4                | 4                |                  |                  |  |  |                      |                      |                      |                      |
|  | 3                     | Olympiques de Hull          |                       |                          |   |                    |                  |                  |                  |                  |  |  |                      |                      |                      |                      |
|  | 6                     | Castors de Saint-Jean       | 0                     | 0                        |   |                    |                  |                  |                  |                  |  |  |                      |                      |                      |                      |
|  | 6                     | Castors de Saint-Jean       | 0                     | 0                        | 3 | Olympiques de Hull | 1                | 1                |                  |                  |  |  |                      |                      |                      |                      |
|  | Du 26 au 31 mars      |                             |                       |                          | 3 | Olympiques de Hull | 1                | 1                |                  |                  |  |  |                      |                      |                      |                      |
|  |                       |                             | 4                     | Tigres de Victoriaville  | 4 | 4                  |                  |                  |                  |                  |  |  |                      |                      |                      |                      |
|  | 4                     | Tigres de Victoriaville     | 4                     | Tigres de Victoriaville  | 4 | 4                  | 4                | 4                |                  |                  |  |  |                      |                      |                      |                      |
|  | 4                     | Tigres de Victoriaville     |                       |                          |   |                    |                  | 4                |                  |                  |  |  |                      |                      |                      |                      |
|  | 5                     | Voltigeurs de Drummondville | 0                     | 0                        |   |                    |                  |                  |                  |                  |  |  |                      |                      |                      |                      |
|  | 5                     | Voltigeurs de Drummondville | 0                     | 0                        |   |                    |                  |                  |                  |                  |  |  |                      |                      |                      |                      |
|  |                       |                             |                       |                          |   |                    |                  |                  |                  |                  |  |  |                      |                      |                      |                      |

## Équipes d'étoiles
La ligue sélectionne deux équipes d'étoiles et pour la première fois, une équipe des recrues.

### Première équipe
- Gardien de but : Stéphane Fiset, Tigres de Victoriaville
- Défenseur gauche : Yves Racine, Tigres de Victoriaville
- Défenseur droit : Éric Dubois, Titan de Laval
- Ailier gauche : Steve Chartrand, Voltigeurs de Drummondville
- Centre : Stéphane Morin, Saguenéens de Chicoutimi
- Ailier droit : Donald Audette, Titan de Laval
- Entraîneur : Dany Dubé, Draveurs de Trois-Rivières

### Deuxième équipe
- Gardien de but : André Racicot, Bisons de Granby
- Défenseur gauche : Steve Veilleux, Draveurs de Trois-Rivières
- Défenseur droit : Guy Dupuis, Olympiques de Hull
- Ailier gauche : Michel Picard, Draveurs de Trois-Rivières
- Centre : Jeremy Roenick, Olympiques de Hull
- Ailier droit : Eddy Courtenay Granby et Jean-François Quintin, Cataractes de Shawinigan
- Entraîneur : Gilbert Perreault, Tigres de Victoriaville

### Équipe des recrues
- Gardien de but : Félix Potvin, Saguenéens de Chicoutimi
- Défenseur gauche : Karl Dykhuis, Olympiques de Hull
- Défenseur droit : Yannick Lemay, Draveurs de Trois-Rivières
- Ailier gauche : Pierre Sévigny, Canadiens junior de Verdun
- Centre : Yanic Perreault, Draveurs de Trois-Rivières
- Ailier droit : Marc Rodgers, Bisons de Granby
- Entraîneur : Paulin Bordeleau, Titan de Laval

## Trophées
Trois récompenses collectives et dix individuelles sont décernées.

### Récompenses collectives
- Coupe du président (champions des séries éliminatoires) : Titan de Laval
- Trophée Jean-Rougeau (champions de la saison régulière) : Draveurs de Trois-Rivières
- Trophée Robert-Lebel (meilleure moyenne de buts encaissés) : Olympiques de Hull

### Récompenses individuelles
- Trophée Jean-Béliveau (meilleur pointeur) : Stéphane Morin, Saguenéens de Chicoutimi
- Trophée Jacques-Plante (meilleure moyenne de buts encaissés) : Stéphane Fiset, Tigres de Victoriaville
- Trophée Michel-Bergeron (meilleur recrue offensive) : Yanic Perreault, Draveurs de Trois-Rivières
- Trophée Frank-J.-Selke (joueur le plus gentilhomme) : Steve Cadieux, Cataractes de Shawinigan
- Trophée Michel-Brière (meilleur joueur) : Stéphane Morin, Saguenéens de Chicoutimi
- Trophée Émile-Bouchard (meilleur défenseur) : Yves Racine, Tigres de Victoriaville
- Trophée Guy-Lafleur (meilleur joueur des séries éliminatoires) : Donald Audette, Titan de Laval
- Trophée Michael-Bossy (meilleur espoir) : Patrice Brisebois, Titan de Laval
- Trophée Raymond-Lagacé (meilleur recrue défensive) : Karl Dykhuis, Olympiques de Hull
- Trophée Marcel-Robert (meilleur étudiant) : Daniel Lacroix, Bisons de Granby